# خلیج کوارنر

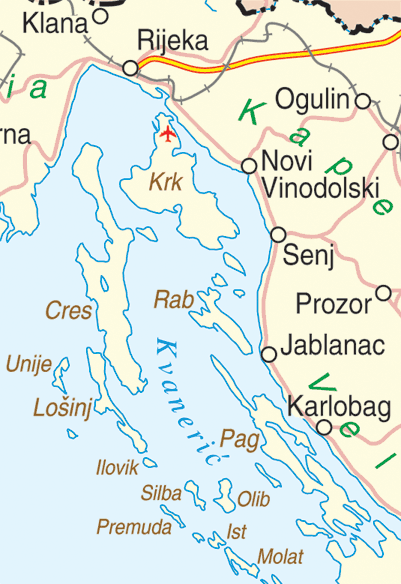
نقشهٔ خلیج کوارنر

خلیج کوارنر (کرواسیایی: Kvarnerski zaljev, ایتالیایی: Golfo del Quarnaro یا Carnaro, لاتین: Sinus Flanaticus یا Liburnicus sinus)، گاهی خلیج فیوم، یک خلیج کوچک در دریای آدریاتیک شمالی، در موقعیت بین شبه‌جزیره ایستریان و خشکی ساحل شمالی کروات قرار دارد. این خلیج از آبهای داخلی کرواسی است.
بزرگترین جزایر خلیج کوارنر کرس، کرک، پگ، راب و لوشینی هستند.